# Spinoaglaja
Genre
Spinoaglaja est un genre de gastéropodes (limaces de mer) de la famille des Aglajidae.

## Systématique
Le genre Spinoaglaja a été créé en 2007 par Jesús A. Ortea (d), Leopoldo Moro (d) et José Espinosa (d) avec pour espèce type Spinoaglaja petra.

## Liste d'espèces
Selon World Register of Marine Species (27 octobre 2020) :
- Spinoaglaja aeci (Ortea & Espinosa, 2001)
- Spinoaglaja orientalis (Baba, 1949)
- Spinoaglaja petra (Ev. Marcus, 1976) - espèce type

## Galerie

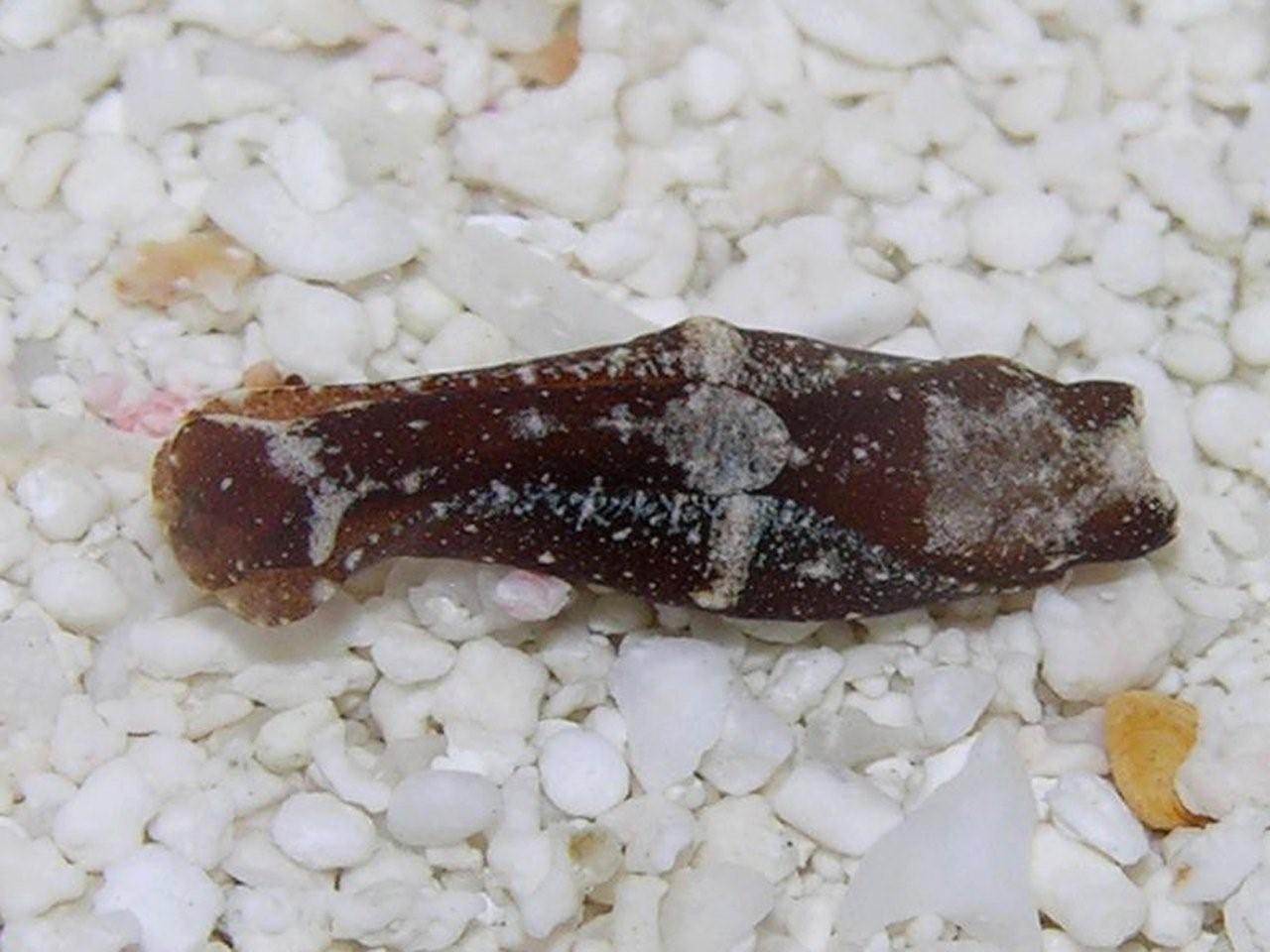
Spinoaglaja petra.

## Étymologie
Le nom générique, Spinoaglaja, fait référence aux épines coniques attachées à la protoconque.

## Publication originale
- (es) J. Ortea, L. Moro et J. Espinosa, « Descripción de dos nuevas especies de Philinopsis Pease, 1860 (Mollusca: Opisthobranchia: Cephalaspidea) de Cuba y Bahamas con comentarios sobre las especies atlánticas del género », Revista de la Academia Canaria de Ciencias, vol. 18, nos 3-4,‎ août 2007, p. 33-52 (ISSN 1130-4723, lire en ligne).